# Veisjärve
Veisjärve is een plaats in de Estische provincie Viljandimaa, behorend tot de gemeente Viljandi vald. De plaats heeft de status van dorp (Estisch: küla).
Tot in het najaar van 2017 lag Veisjärve in de gemeente Tarvastu. Toen werd deze gemeente bij de gemeente Viljandi vald gevoegd.

## Bevolking
De ontwikkeling van het aantal inwoners blijkt uit het volgende staatje:
| Jaar            | 2000 | 2011 | 2021 |
| --------------- | ---- | ---- | ---- |
| Aantal inwoners | 75   | 31   | 34   |

## Ligging
Veisjärve ligt aan het meer Veisjärv, dat bestuurlijk gezien onder Veisjärve valt. Een deel van het dorp ligt in het natuurreservaat Rubina looduskaitseala (21 km²).
Het dorp bestaat uit drie delen. Het noordelijk deel heet Järvekuru, ook wel Järveküla of Ranna. Ranna was tot in 1977 een zelfstandig dorp. Het middelste deel heet Vahekuru of Vaheküla en het zuidelijke deel Mõtsakuru, Metsakuru of Metsaküla.

## Geschiedenis
Veisjärve werd pas als afzonderlijk dorp genoemd in de jaren zeventig van de 20e eeuw. Toen heette het Järve. In 1977 kreeg het de naam Veisjärve, naar het meer.

## Geboren in Veisjärve
- Hendrik Adamson (1891-1946), schoolmeester, dichter en romanschrijver, is geboren in Mõtsakuru, het zuidelijke deel van Veisjärve.[1]